# Bruno Cadoré
Bruno Cadoré OP (14 d'abril de 1954, Le Creusot, França) és un frare dominic francès, metge pediatre especialitzat en bioètica i doctor en teologia moral. És el 87è successor de Sant Domènec de Guzman com a Mestre General de l'Orde de Predicadors.

## Biografia
Va estudiar medecina i se'n va graduar el 1977. Quan era un reconegut metge investigador a Estrasburg, va entrar a l'Orde de Predicadors el 1979 i en acabar el noviciat va professar el 28 de setembre de 1980, va ser enviat a Haití durant dos anys d'experiència pastoral. Quan va acabar els estudis de filosofia i teologia a França, fou ordenat sacerdot el 28 de setembre de 1986.
Posteriorment, fou nomenat mestre d'estudiants, càrrec que va ocupar durant set anys. Com a especialista en bioètica, en principi va treballar com a membre i després com a director del Centre de Bioètica de la Universitat Catòlica de Lille durant disset anys, temps enq què va produir unes quaranta publicacions mèdiques. El 2008 fou nomenat pel president de la República Francesa membre del Consell Nacional de la Sida. El 2001 fou escollit prior provincial de la província dominicana de França, reescollit per a un segon període el 4 de juliol de 2006, càrrec que va ocupar fins al 2010. Ha estat també president de la Conferència de Provincials d'Europa, i això li ha permès conèixer la província dominicana de França i també els cinc vicariats d'aquesta província, des del nord d'Europa a l'Àfrica equatorial i al món àrab: Iraq, Egipte i Algèria.
El Capítol General de l'Orde de Predicadors a Roma va escollir-lo Mestre de l'Orde el 5 de setembre de 2010. Va substituir l'argentí Fra Carlos Alfonso Azpiroz Costa, que havia estat escollit el 14 de juliol de 2001.

## Obres
Durant la seva activitat a la Universitat Catòlica de Lille va realitzar més de quaranta publicacions mèdiques en sis anys.
Altres obres seves són:
- Pour une bioéthique clinique. Médicalisation de la société, questionnement éthique et pratiques de soins (en col·laboració), Presses Universitaires Du Septentrion, 2003
- L'Éthique clinique comme philosophie contextuelle, Fides, 1997
- La santé est-elle malade?: Une perspective d'éthique collective, 1996
- L'expérience bioéthique de la responsabilité, Fides, 1994

| Precedit per: Carlos Alfonso Azpiroz Costa | Mestre General de l'Orde de Predicadors 2010-2019 | Succeït per: Gerard Timoner |